# Amphipsylla sibirica
Amphipsylla sibirica är en loppart som först beskrevs av Wagner 1898.  Amphipsylla sibirica ingår i släktet Amphipsylla och familjen smågnagarloppor.

## Underarter
Arten delas in i följande underarter:
- A. s. sibirica
- A. s. hetera
- A. s. orientalis
- A. s. pollionis
- A. s. sepifera